# Río Mano
El río Mano, también Bewa o Gbeyar, (en inglés: Mano River) es un corto río costero de la costa atlántica de África, que se origina en Liberia, en las tierras altas de Guinea al noroeste de la pequeña ciudad de Voinjama, y tras formar en su curso bajo la frontera Liberia-Sierra Leona, desemboca en el Atlántico en Mano Salija, Sierra Leona. Tiene una longitud de unos 320 km y drena una cuenca de 8250 km².
El río sigue un curso generalmente en dirección suroeste y atraviesa el Bosque Nacional Gola, en Liberia. Sus principales afluentes son el río Morro —que también forma la frontera Liberia-Sierra Leona—, y el Zeliba.
En 1976 se construyó un puente internacional en Bo, Liberia, que redujo la distancia por carretera entre las capitales de Liberia y Sierra Leona. En el río hay zonas de rápidos intermitentes que impiden su navegabilidad.

## Historia
La extracción de diamantes es una industria importante en estas áreas. El control de la riqueza de la zona y la inestabilidad de los gobiernos nacionales de los tres países dio lugar a una serie de conflictos violentos que involucraron a estos distritos a finales del siglo XX, como la primera guerra civil liberiana (1989-96), y la segunda guerra civil liberiana (1999-2003).
06°55′15″N 11°30′21″E / 6.92083, 11.50583